# Телескоп XO
Телескоп XO — телескоп, расположенный в национальном парке Халеакала, остров Мауи, штат Гавайи. Обсерватория находится на высоте 3054 м над уровнем моря. Телескоп состоит из пары 200-мм телеобъективов и используется в основном для обнаружения экзопланет транзитным методом.

## Открытые планеты
- XO-1 b
- XO-2 b
- XO-3 b
- XO-4 b
- XO-5 b